# Кримигис, Стаматиос
Стаматиос «Том» М. Кримигис (англ. Stamatios (Tom) M. Krimigis, греч. Σταμάτιος Κριμιζής; род. 10 сентября 1938, Врондадос, Королевство Греция[…]) — американский учёный греческого происхождения, физик, внёсший вклад в развитие программ США по исследованию космоса (в частности, Солнечной системы).

## Биография
Родился в 1938 году в городе Врондадос на острове Хиос, где окончил школу. В 1961 году окончил университет Миннесоты со степенью бакалавра физики, в 1963 году окончил магистратуру Айовского университета, в 1965 году защитил докторскую работу по физике. Его преподавателем был Джеймс Ван Аллен.
Кримигис был одним из главных испытателей проектов «Кассини-Гюйгенс» (MIMI), участвовал в проведении экспериментов в низкозаряженными частицами (LECP) на станциях «Вояджер-1» и «Вояджер-2», а также участвовал в создании спутника Explorer 47 (CPME). Один из соиспытателей аппарата для исследования Солнца «Улисс» (LAN/HI-SCALE), аппарата для исследования магнитосферы земли Geotail (EPIC), аппарата для исследования Юпитера «Галилео» (EDP), автоматических межпланетных станций «Маринер-3» (TRD) и «Маринер-4» (LECR). Работал над проектами «Advanced Composition Explorer», «Маринер-5», «Мессенджер» и «Новые горизонты».
Кримигис — почётный глава космического департамента Лаборатории прикладной физики при университете Джонса Хопкинса, член Афинской академии и президент Греческого национального совета по исследованиям и технологиям. С 1999 года имя Кримигиса по решению Международного астрономического союза носит астероид (8323) Кримигис.

## Награды
- Член Американского физического общества, Американского геофизического союза, Американской ассоциации содействия развития науки и Американского института аэронавтики и астронавтики
- Премия Лаборатории прикладной физики Джонса Хопкинса за прижизненные достижения (2004)
- Действительный член Афинской академии — исследователь космоса (2004)
- Премия Комитета по космическим исследованиям (2002)
- Премия Смитсоновского института (2002)
- Премия «Laurels in Space» журнала Aviation Week & Space Technology (1996, 2001)
- Медаль НАСА «За выдающиеся научные достижения» (1981, 1986)
- Премия Международной академии астронавтики в области фундаментальных наук (1994)
- Золотая медаль Совета Европейских аэрокосмических обществ (2011)
- Премия Национального музея воздухоплавания и астронавтики за прижизненные достижения (2015)
- Премия Американского астрономического общества за развитие космических полётов (2016)
- Медаль НАСА «За выдающуюся общественную службу» (2016)[7]
- Более 40 наград НАСА и ЕСА за групповые достижения